# Amalocichla incerta
Amalocichla incerta là một loài chim trong họ Petroicidae.